# Alyxia microphylla
Alyxia microphylla är en oleanderväxtart som beskrevs av F. Markgraf. Alyxia microphylla ingår i släktet Alyxia och familjen oleanderväxter. Inga underarter finns listade i Catalogue of Life.